# Gananite
La gananite è un raro minerale di bismuto e fluoro avente formula chimica BiF3. Gananite è un minerale isotropo che appartiene al gruppo spaziale P43m. È quindi trasparente alla luce polarizzata e non presenta bifrangenza.

## Scoperta e occorrenze
La gananite fu descritta la prima volta nel 1984 da dei campioni provenienti dal distretto minerario di Laikeng, nella prefettura di Ganzhou, Provincia di Chiangsi, Cina. Il nome è dovuto a Ganan denominazione della parte meridionale della Provincia di Chiangsi. Si rinviene in vene di quarzo associato alla wolframite, bismuto nativo, la bismutinite, la pirite e la calcopirite.

## Utilizzo
Ha un utilizzo limitato come fonte mineraria del bismuto.